# Комиссия по расследованию неамериканской деятельности
Комиссия по расследованию антиамериканской деятельности (англ. House Un-American Activities Committee) — комиссия палаты представителей конгресса США, действовавшая в 1934—1975 годах. Создана в 1934 году для борьбы с «подрывной и антиамериканской пропагандой». Более точный перевод — «Комиссия по расследованию неамериканской деятельности».
В 1938 году получила статус временной комиссии, в 1946 году — статус постоянной комиссии. В 1969 году переименована в «Комиссию по внутренней безопасности». С юридической точки зрения прилагательное «неамериканская» (un-American) означало деятельность, источники финансирования которой находились за рубежом.
В середине 1940-х годов преследованию подверглись многие известные персоны, например Чарли Чаплин, Бертольд Брехт, Поль Робсон и другие. В 1947 году комиссия начала преследование деятелей Голливуда. Ряду кинематографистов были разосланы повестки с требованием прибыть на публичные слушания, многие из них были включены в «чёрный список». Некоторые представители искусства не выдерживали давления спецслужбы и кончали жизнь самоубийством, например Филип Лоеб, попавший по доносу в список Red Channels, содержавший 151 фамилию.
Комиссия часто ассоциируется с политикой маккартизма, названной по имени сенатора Джозефа Маккарти, возглавлявшего в середине 1950-х годов Постоянный подкомитет по расследованиям сената, проводивший аналогичные слушания. После спада маккартизма антикоммунистическая направленность комиссии постепенно сошла на нет.
В книге «Страх перед свободой» (1952) бывший генеральный прокурор США Фрэнсис Биддл подробно описывает «инквизиторскую» деятельность комиссии по расследованию антиамериканской деятельности. Комиссия терроризировала всю Америку. Сам Конгресс, пишет Биддл, постепенно «превратился в пленника своего детища… Он боится положить конец безумному курсу комиссии». В качестве одного из ярких примеров судебного произвола автор приводит процесс десяти деятелей Голливуда, инсценированный этой комиссией. Биддл показывает юридическую несостоятельность процесса.
В 1953 году вышла пьеса американского драматурга Артура Миллера «Суровое испытание» о судебном процессе над салемскими ведьмами, в которой звучал намёк на деятельность комиссии. В 1956 году Миллер был вызван в комиссию и обвинён в неуважении к Конгрессу.

## Члены
- Вурхис, Хорас
- Никсон, Ричард

## Отражение в литературе
- Экспансия (цикл книг) Юлиана Семенова